# 155 mm haubicoarmata Denel G5
155 mm haubicoarmata G5 – południowoafrykańska haubicoarmata produkowana przez LIW division – część koncernu Denel. 
G5 została zaprojektowana w Lyttelton Engineering Works (obecnie cześć koncernu Denel). Prace nad działem oznaczanym kolejno jako G3, G4, a ostatecznie G5 rozpoczęto w 1976 roku. Konstruktorzy armaty wzorowali się na haubicoarmatach GC 45 i M59
G5 jest działem półautomatycznym. Lufa bruzdowana, zakończona hamulcem wylotowym. W położeniu marszowym lufa jest obrócona do tyłu i zamocowana do ogonów. Zamek śrubowy, z uszczelniaczem Bange'a. kołyska cylindryczna, oporopowrotnik hydropneumatyczny. Zasilanie amunicją rozdzielnego ładowania. Podwozie dwuosiowe, resorowane, o prześwicie 31 cm. W czasie strzelania działo spoczywa na płycie oporowej. Działo ma napęd pomocniczy z silnikiem o mocy 57 kW który umożliwia przemieszczanie się z prędkością do 16 km/h. Silnik napędu pomocniczego jest używany także do rozwierania i zwierania ogonów oraz opuszczania i podnoszenia płyty oporowej. Na większe odległości działo jest holowane samochoodem SAMIL 100.
Działo było kilkakrotnie modernizowane, najnowszą wersją jest G5-2000 z lufą L/52.

## Źródło
- TOP GUN – Angola: The real stars.. [dostęp 2011-07-12]. (ang.).